# Juhnke & Co
Juhnke & Co war eine 30-minütige Comedy-Sendung mit Harald Juhnke, die in zwei Staffeln von je 6 Folgen ausgestrahlt wurde.

## Inhalt
In der ersten Staffel präsentiert Juhnke nicht zusammenhängende Sketche mit diversen Gaststars. Erstausstrahlung war von Februar 1991 bis März 1992 in der ARD.
Das Konzept wurde für die zweite Staffel komplett geändert. Die Serie wurde mit dem Untertitel Der Forstarzt versehen und erhielt eine episodenübergreifende Story. Juhnke spielt einen Schauspieler, der in einer Serie einen Forstarzt darstellt. In den jeweils abgeschlossenen Geschichten werden deutsche Fernsehserien wie Die Schwarzwaldklinik oder Forsthaus Falkenau parodiert. In weiteren Hauptrollen waren Paul Kuhn als Regisseur und Beatrice Richter als Schauspielerin in der Rolle einer Sprechstundenhilfe zu sehen. Erstausstrahlung war von Dezember 1992 bis Januar 1993 ebenfalls in der ARD.

## DVD-Veröffentlichung
Die zweite Staffel wurde 2006 unter dem Titel Der Forstarzt von e-m-s new media als Kauf-DVD veröffentlicht.

## Gaststars
- Barbara Schöne[2]
- Mogens von Gadow
- Karl Lieffen
- Ingolf Lück[3]
- Pierre Brice[2]
- Dieter Hallervorden
- Katja Bienert[2]